# Мужской сезон: Бархатная революция
«Мужской сезон: Бархатная революция» — российский боевик Олега Степченко. Премьера картины в прокате состоялась 14 сентября 2005 года. Премьера фильма в федеральном телеэфире состоялась 25 ноября того же года на «Первом канале». Премьера полной телевизионной версии хронометражем 208 минут состоялась 22 марта 2008 года на канале «РЕН ТВ».

## Сюжет
Жизнь майора Вершинина, специалиста по борьбе с незаконным оборотом наркотиков, похожа на ад. Его жену подсадили на наркотики. Его самого отстраняют от дел, послав замену, майора Суворовцева. Есть только неделя, чтобы сдать дела. В течение этой недели семью майора Вершинина берут в заложники.
За это время Вершинину и Суворовцеву предстоит раскрыть международное дело, в котором завязаны несколько наркокартелей.

## Съёмки
Хотя действия фильма и разворачиваются в нескольких разных странах, фильм был полностью снят в Праге. Перестрелка на заброшенной станции метро была снята на окраине чешской столицы. Погоня в финале фильма так же, как и все дорожные сцены, была снята на трассе D1, соединяющей города Прага и Брно и проходящей вплоть до границы с Польшей. Сделка между различными наркоторговцами, которая по сценарию фильма происходит где-то в Европе, была снята на территории одного из пражских музеев. Также, на аэродроме можно заметить, что все охранники одеты в чешскую военную форму.

## В ролях
- Алексей Кравченко — Вершинин
- Алексей Петрухин — Суворовцев
- Михаил Горевой — Клерк
- Игорь Жижикин — Родионов «Щука»
- Олег Тактаров — Тагилов «Скала»
- Александр Карпов — Бердяев
- Игорь Кашинцев — Курков «Седой»
- Оскар Кучера — бармен
- Василий Ливанов — Шувалов
- Арнис Лицитис — киллер
- Ольга Погодина — сотрудница
- Виктория Толстоганова — жена Вершинина
- Анна Чиповская — дочь Вершинина
- Пётр Фёдоров — опер
- Анна Чурина — девушка с телефоном
- Александр Яковлев — Сорс
- Тимур Юнусов (Тимати) — Супер-Федя
- Виктор Гусев — камео
- Майкл Мэдсен — американский наркобарон

## Саундтрек
Мужской сезон: Бархатная революция. Оригинальный саундтрек к фильму
Список композиций
Слова и музыка всех песен — (кроме 25 и 26) — Антон Гарсия. Слова и музыка 25 и 26 треков — Юнусов Т.Э. (Тимати) и Бреславский А.А. (Доминик Джокер).
| №   | Название                                      | Длительность |
| --- | --------------------------------------------- | ------------ |
| 1.  | «Лос Анжелес»                                 | 0:53         |
| 2.  | «Африка»                                      | 0:58         |
| 3.  | «Стадион»                                     | 4:54         |
| 4.  | «Клятва Гиппократа, здесь не работает»        | 0:47         |
| 5.  | «КПЗ стимулирует»                             | 1:40         |
| 6.  | «Надеюсь, у тебя есть алиби?»                 | 1:49         |
| 7.  | «Аллигаторы»                                  | 1:28         |
| 8.  | «Просто привези деньги»                       | 0:57         |
| 9.  | «Я не понимаю по-китайски»                    | 2:29         |
| 10. | «Идите к папочке»                             | 2:18         |
| 11. | «900 километров в час по наклонной плоскости» | 2:06         |
| 12. | «Гонка»                                       | 1:12         |
| 13. | «Дождь»                                       | 1:39         |
| 14. | «Мечта шпиона»                                | 4:01         |
| 15. | «Кокаиновая пыль»                             | 4:14         |
| 16. | «И это все за одну ночь?»                     | 2:09         |
| 17. | «Удачный снимок»                              | 1:44         |
| 18. | «Карлов мост»                                 | 1:14         |
| 19. | «У него много имен»                           | 1:54         |
| 20. | «Не надо на меня смотреть»                    | 2:03         |
| 21. | «Я покончу с собой»                           | 1:25         |
| 22. | «Помню только полет»                          | 0:53         |
| 23. | «Огонь на поражение»                          | 6:04         |
| 24. | «Посвящение»                                  | 2:58         |
| 25. | «Допинг» (группа «Банда»)                     | 4:25         |
| 26. | «Допинг» (видеоклип, группа «Банда»)          | 3:52         |

## Критика
Фильм получил смешанные отзывы критиков.